# Kokshuis

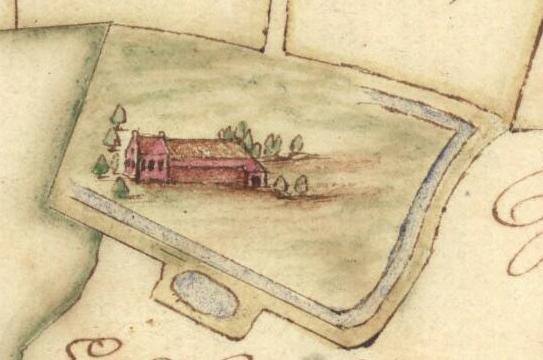
Boerderij Kokshuis als stadsplaats op een kaart uit 1724 van Folckers

Kokshuis is een kop-hals-rompboerderij aan de Jacob Tilbusscherweg 22 in het Stitswerderwold onder Stitswerd in de gemeente Het Hogeland, in de Nederlandse provincie Groningen. De boerderij ligt ten noorden van het dorp, iets ten zuiden van de naar de boerderij vernoemde Koksmaar, die iets westelijker uitstroomt in de Delthe (Usquerdermaar). Langs de boerderij liep tot begin 20e eeuw het oude kerkepad van Stitswerd naar Warffum, waarvan de overzet over de Delthe zich bij het nu verdwenen Delthuizen bevond.
De boerderij was vroeger de edele heerd Tuerhuester heerd en behoorde als enige Stitswerder boerderij aan het klooster Juliana in Rottum. De naam Kokshuis werd mogelijk in de zestiende eeuw aangenomen; in de deze omgeving bevond zich echter ook een boerderij Caquerda heert. De goederenlijsten van de Abdij van Werden vermelden in deze omgeving al rond het jaar 1000 een nederzetting Kukenwert (zie daar).
Bij de Reductie van Groningen in 1594 werd de boerderij als voormalig kloosterbezit een provincieplaats. In 1618 werd het een stadsplaats. In 1853 verkocht de stad Groningen de boerderij aan particulieren. In 1930 werd de boerderij eigendom van het Rode of Burgerweeshuis, dat het echter reeds in 1932 weer verkocht aan particulieren.
Bij de boerderij stond vroeger een langhuis ('Groninger schuur') dat ofwel in 1817 of rond 1850 als een van de laatste van Groningen werd afgebroken en vervangen door een Friese schuur. In 1930 brandde deze grote schuur af en werd de reeds bestaande kleine schuur per rails verplaatst naar de oude plek van de grote schuur. In 1958 brandde de schuur opnieuw af en werd vervolgens herbouwd. Later werd er nog een schuur haaks op geplaatst.
Het Kokshuis gaf vermoedelijk zijn naam aan het Koksmaar.